# Liste von Malern/S
Die folgende Liste führt möglichst umfassend Maler aller Epochen auf.
Die Liste ist soweit vorhanden alphabetisch nach Nachnamen geordnet.

## Sa… bis Sca…
Saal, Georg (1817–1870), Deutschland
Saar, Betye (* 1926), Afroamerikanerin
Sabatini, Gaetano (1703–1731/34), Italien
Sabatini, Andrea, genannt Andrea da Salerno (um 1480/90–1530/31), Italien
Sabatini, Lorenzo (1530–1576), Italien
Sacchi, Andrea (1599–1661), Italien
Sadeler, Egidius (um 1570–1629), Flandern
Saenredam, Jan (1565–1607), Niederlande, Barock
Saenredam, Pieter Jansz (1597–1665), Niederlande, Barock
Saftleven, Cornelis (1606/7?–1681), Niederlande, Barock
Saftleven, Herman (1609/10?–1685), Niederlande, Barock
Sager, Karl (1885–1915), Deutschland
Sahm, Hans-Werner (1943–2020), Deutschland
Saile, Adolf Valentin (1905–1994), Deutschland
Sailer, Konstanze (* 1965), Deutschland
Sailmaker, Isaac (1633–1721), Niederlande, Marinemaler
Saint Phalle, Niki de (1930–2002), Frankreich
Salaj (um 1480–1524), Italien, Renaissance
Sakaida Kakiemon (1596–1666), Japan
Saleh, Raden (1811–1880), Java
Salentin, Hans (1925–2009), Deutschland
Salentin, Hubert (1822–1910), Deutschland
Salerno, Andrea da, siehe: Andrea Sabatini (um 1480/90–1530/31), Italien
Salimbeni, Arcangelo, (um 1536–1579), Italien
Salimbeni, Simondio (1597–1643), Italien
Salimbeni, Ventura, (1568–1613), Italien
Salkeld, Cecil ffrench (1904–1969), Irland
Salle, David (* 1952), USA
Salomon, Charlotte (1917–1943), Deutschland
Salomón Zorilla, Amilcar (* 1925), Peru
Salt, John (1937–2021), Großbritannien
Saltamacchia, Placido (nachweisbar zwischen 1595 und 1616), Italien
Salviati, Francesco (1510–1563), Italien
Salvo (Salvatore Mangione) (1947–2015), Italien
Saltzmann, Carl (1847–1923), Deutschland
Salzmann, Alexander von (1874–1934), Georgien
Sampaio, Fausto (1893–1956), Portugal
Sánchez Coello, Alonso (1531/32–1588), Spanien
Sandberg, Herbert (1908–1991), Deutschland, Grafiker und Karikaturist
Sande Bakhuyzen, Hendrik van de (1795–1860)
Sande Bakhuyzen, Julius van de (1835–1925)
Sander, Alek (* 1964), Deutschland
Sandison, Charles (* 1969), Schottland
Sandrart, Joachim von (1606–1688), Deutschland, Barock
Sanquirico, Alessandro (1777–1849), Italien
Sans y Cabot, Francisco (1828–1881), Spanien
Santafede, Fabrizio (ca. 1550-–1626), Italien, Spätmanierismus und Frühbarock
Santi, Giovanni (1435–1494), Italien, Renaissance
Santini-Aichel, Johann Blasius (1677–1723)
Santomaso, Giuseppe (1907–1990), Italien
Saraceni, Carlo (* um 1579–1620), Italien
Sargent, John Singer (1856–1925)
Sarić, Nikola (* 1985), Deutschland
Sarjan, Martiros (1880–1972), Armenien
Sarkisian, Paul (1928–2019), USA, Fotorealismus
Sarto, Andrea del (1486–1530), Italien, Hochrenaissance
Sasnal, Wilhelm (* 1972), Polen
Sass, Johannes (1897–1972), Deutschland
Sassetta, Stefano di Giovanni (um 1400–1450), Italien
Sassoferrato (1609–1685), Italien, Barock
Sauer, Josef (1893–1967)
Saunders, Raymond (* 1934), Afroamerikaner
Saur, Greta (1909–2000), Deutschland, Frankreich
Saura, Antonio (1930–1998), Spanien
Sauter, Wilhelm (1896–1948), Deutschland
Savery, Roelant (1576–1639), Holland, Renaissance
Savickis, Algirdas (1917–1943), Litauen
Saville, Jenny (* 1970), Großbritannien
Savoldo, Giovanni Girolamo (1485–nach 1548), Italien, Hochrenaissance
Sax Herbert Baerlocher (* 1943), Schweiz
Sbisà, Carlo (1899–1964), Italien
Scacciati, Andrea (1642–1710), Italien
Scanavino, Emilio (1922–1986), Italien
Scannabecchi, Dalmasio (1315–1374), auch: Dalmasio di Jacopo Scannabecchi, Italien

## Scha… bis Schl…
Schabbon, Florenz Robert (1899–1934), Deutschland
Schachenmann, Christine (* 1940), Schweiz, Österreich
Schad, Christian (1894–1982), Deutschland
Schade, Elfriede (1930–2015), Deutschland
Schade, Siegfried (1930–2015), Deutschland
Schädler, Josef (1930–2012), Liechtenstein
Schadow, Friedrich Wilhelm von (1788–1862), Deutschland
Schaefer, Konrad (1915–1991), Deutschland
Schaeffer von Wienwald, August (1833–1916), Österreich, Realismus
Schaefler, Fritz (1888–1954), Deutschland
Schaffner, Martin (um 1478-nach 1546), Deutschland, Frührenaissance
Schalcken, Godfried (1643–1706)
Schalcken, Maria (ca. 1645/49–ca. 1700)
Schalek, Malva (1882–1944), Österreich
Schallenberg, Mirko (* 1967), Deutschland
Schaller, Ernst Johann (1841–1887), Deutschland
Schames, Samson (1898–1967)
Schaper, Friedrich (1869–1956), Deutschland
Schaper, Karl (1920–2008)
Scharenberg, Adolph (1766–1852)
Scharf, George (1820–1895), Großbritannien
Scharff, Edwin (1887–1955), Deutschland
Scharl, Josef (1896–1954)
Scharstein, Ernst (1877–1961), Deutschland
Schatz, Otto Rudolf (1900–1961), Österreich
Schaub, Harald (1917–1991), Deutschland, Spätexpressionismus, Neue Sachlichkeit
Schäufelein, Hans Leonard (1490–1540), Deutschland, Frührenaissance
Schaufuß, Heinrich Gotthelf (1760–1838)
Schaumann, Ernst jun. (1890–1955), Deutschland
Schaumann, Ernst sen. (1862–1941), Deutschland
Schaumann, Heinrich (1841–1893), Deutschland
Schaumann, Ruth (1899–1975), Deutschland
Scheele, Kurt (1905–1944)
Scheffel, Johan Henrik (1690–1781), Schweden
Scheffer, Ary (1795–1858), Niederlande, Klassizismus
Scheibe, Emil (1914–2008), Deutschland
Scheiber, Hugo (1873–1950), Ungarn
Schelechow, Wladimir  (* 1960)
Schelfhout, Andreas (1787–1870), Niederlande, Realismus
Schelfhout, Lodewyk (1881–1943)
Schenau, Johann Eleazar (1737–1806), Deutschland
Scherban, Alexander (1886–1964), Österreich
Scherer, Fritz (1877 Freiburg im Breisgau – 1929 München), deutscher Maler
Scherff, Friedrich Julius (1920–2012), Deutschland, abstrakter Expressionismus und Informel
Scherres, Carl (1833–1923), Deutschland, Realismus
Schestopalow, Nikolai (1875–1954)
Schettina, Martina (* 1961), Österreich
Scheuerecker, Hans (* 1951), Deutschland
Schewe, Max (1896–1951), Deutschland
Schiaffino, Federico (* 1953), Italien, Germany
Schiavone, Andrea (1520–1563), Italien
Schiavone, Giorgio (1434/36?–1504), Italien
Schiavoni, Natale (1777–1858), Italien
Schick, Gottlieb (1776–1812), Deutschland, Klassizismus
Schidone, Bartolommeo (1578–1615), Italien, Barock
Schieber, Wilhelm (1887–1974), Deutschland
Schiebling, Christian (1603–1663), Kursachsen
Schiele, Egbert (1926–2012), Deutschland, Porträt, Schiffahrt, Landschaft, Öl, Kohle
Schiele, Egon (1890–1918), Österreich, Expressionismus
Schiess, Hans Rudolf (1904–1978), Schweiz, Abstraktion, Surrealismus
Schiestl, Rudolf (1878–1931), Deutschland, Historismus
Schieweck-Mauk, Siegfried (* 1949), Deutschland
Schifferle, Klaudia (* 1955), Schweiz
Schikaneder, Jakub (1855–1924), Böhmen
Schilbach, Johann Heinrich (1798–1851), Deutschland
Schilinzky, Heinrich (1923–2009), Deutschland
Schilking, Heinrich (1815–1895), Deutschland
Schilling, Joseph Ignaz (1702–1773)
Schilling, Karl Maria (1835–1907), Norwegen
Schimmel, Hugo (1869–1934), Deutschland
Schindler, Albert (1805–1861), Österreich, Biedermeier
Schindler, Carl (1821–1842), Österreich, Biedermeier
Schindler, Emil Jakob (1842–1892), Österreich, Impressionismus
Schindler, Johann Josef (1777–1836), Österreich
Schindler, Osmar (1867–1927), Deutschland
Schinkel, Karl Friedrich (1781–1841), Deutschland, Klassizismus
Schinnerer, Adolf (1876–1949)
Schirm, Carl Cowen (1852–1928), Deutschland, Realismus
Schirmer, Johann Wilhelm (1807–1863), Deutschland, Realismus
Schirmer, Wilhelm (1802–1866), Deutschland, Romantik
Schischkin, Georgi (* 1948), Russland
Schischkin, Iwan Iwanowitsch (1832–1898), Russland
Schleich, Eduard (1812–1874), Deutschland, Romantik
Schleich, Johann Emanuel (um 1684–1729)
Schleich, Johann Gabriel (1710–1743)
Schleime, Cornelia (* 1953), Deutschland
Schlemmer, Oskar (1888–1943), Deutschland
Schlesinger, Paul (* 1948), USA
Schleswig-Holstein-Sonderburg-Glücksburg, Alexandra Viktoria von (1887–1957), Deutschland
Schlichter, Rudolf (1890–1955), Deutschland, Neue Sachlichkeit
Schlicker, Hans-Hermann (1928–2020), Deutschland
Schlieker, Hans-Jürgen (1924–2004), Deutschland
Schlotter, Eberhard (1921–2014)
Schlotthauer, Joseph (1789–1869), Deutschland, Klassizismus
Schlüter, August (1858–1928)
Schlüter, Torsten (* 1959), Deutschland

## Schm… bis Schy…
Schmandt, Hans (1920–1993), Deutschland
Schmetz, Wilhelm (1890–1938)
Schmid, Erwin Albert (1895–1962), Deutschland
Schmid Hermann (1870–1945), Österreich
Schmid, Mathias (1835–1923), Deutschland
Schmid, Wilhelm (1892–1971), Schweiz
Schmid-Reutte, Ludwig (1862–1909)
Schmid-Thumsee, Rudi (1939–2007), Deutschland
Schmidt, Bernhard (1820–1870), Deutschland
Schmidt, Georg Friedrich (1712–1775), Deutschland
Schmidt, Johann Georg (um 1685–1748), Böhmen
Schmidt, Johann Heinrich (1757–1821)
Schmidt, Leonhard (1892–1978)
Schmidt, Max (1818–1901), Deutschland
Schmidt, Martin Johann (1718–1801), Deutschland, Klassizismus
Schmidt-Dethloff, Rudolf (1900–1971), Deutschland, Expressionismus
Schmidt-Rottluff, Karl (1884–1976), Deutschland, Expressionismus
Schmidt Stockhausen, Ruth (1922–2014), Deutschland, Informel
Schmidtner, Johann Georg Melchior (1625–1705)
Schmiedel, Peter (1929–1997), Deutschland, Informel
Schmiedel, Jean (* 1963), Deutschland
Schminke, Hans (1909–1990), Deutschland
Schmischke, Kurt (1923–2004), Deutschland
Schmithals, Hans (1878–1964), Deutschland
Schmitz, Jean Paul (1899–1970)
Schmoll, Georg Friedrich (? –1785), Deutschland, Physiognomie
Schmolling, Paul (1892–1965)
Schmurr, Wilhelm (1878–1959), Deutschland
Schmutzer, Jacob Matthias (1733–1811), Österreich
Schnabel, Julian (* 1951), USA
Schnabl, Wilhelm (1904–1990), Zeichner
Schnarrenberger, Wilhelm (1892–1966)
Schneider, Gérard Ernest (1896–1986), Schweiz
Schneider, Sascha (1870–1927), Deutschland, Jugendstil und Symbolismus
Schneiderfranken, Joseph Anton (1876–1943), Deutschland
Schnell, David (* 1971)
Schnetz, Jean Victor (1787–1870), Frankreich, Akademische Kunst
Schnür, Marie (1869–1934), Deutschland
Schnyder, Jean-Frédéric (* 1945), Schweiz
Schober, Helmut (1947–2024), Österreich
Scholderer, Otto (1834–1902), Deutschland
Scholtz, Julius (1825–1893), Deutschland, Realismus
Scholz, Georg (1890–1945)
Scholz, Werner (1898–1982)
Schön, Erhard (1491–1542)
Schön, Werner (1893–1970), Deutschland
Schönberg, Arnold (1874–1951), Österreich
Schönberg, Ewald (1882–1949)
Schönbrunner, Karl (1832–1877), Österreich
Schönebeck, Eugen (* 1936), Deutschland
Schönfeld, Erich (1904–1983), Deutschland
Schongauer, Martin (1445–1488), Deutschland, Renaissance
Schönleber, Gustav (1851–1917), Deutschland
Schonzeit, Ben (* 1942), USA
Schönzeler, Ernst (1923–1981), Deutschland
Schoofs, Rudolf (1932–2009), Deutschland
Schoonjans, Anthoni (1655–1726), Flandern
Schooten, Floris van (um 1585/90–1655 oder später), Niederlande
Schopf, Gustav (1899–1987)
Schöpwinkel, Albert (1830–1910), Deutschland
Schor, Bonaventura (1624–1692)
Schor, Egid (1627–1701)
Schor, Hans († 1674)
Schor, Johann Ferdinand (1686–1767)
Schor, Johann Paul (1615–1674)
Schor, Philipp (1646–1701)
Schotel, Johannes Christiaan (1787–1838), Niederlande
Schou, Peter Alfred (1844–1914), Dänemark (auch Hamburg)
Schoyerer, Josef (1844–1923), Deutschland
Schrader, Julius (1815–1900), Deutschland, Romantik
Schrader-Velgen, Carl Hans (1876–1945), Deutschland
Schrag, Karl (1912–1995), USA
Schrag, Martha (1870–1957)
Schramm-Zittau, Rudolf (1874–1950)
Schraudolph d. Ä., Claudius (1813–1891), Deutschland
Schraudolph d. J., Claudius (1843–1902), Deutschland
Schraudolph, Johann (1808–1879), Deutschland, Romantik
Schreiber, Otto Andreas (1907–1978), deutscher Maler
Schreiber, Peter Conrad (1816–1894), deutscher Landschaftsmaler, Romantik
Schreyer, Adolf (1828–1899), Deutschland, Akademische Kunst
Schreyer, Franz (1858–1938)
Schreyer, Lothar (1886–1966)
Schriefers, Werner (1926–2003), deutscher Maler, Designer und Hochschullehrer
Schriewer, Ulrich (* 1949), deutscher Maler, Sandkünstler
Schrimpf, Georg (1889–1938)
Schröder, Georg Engelhard (1684–1750), Schweden
Schröder, Hans (1930–2010), Deutschland
Schröder Sonnenstern, Friedrich (1892–1982), Deutschland, Art Brut
Schroedter, Adolph (1805–1875), Deutschland, Realismus
Schröter, Bernhard (1848–1911), Deutschland
Schubert, Karl (1795–1855), Österreich
Schubert, Rolf  (1932–2013), Deutschland
Schubert-Deister, Werner (1921–1991), Deutschland
Schuch, Carl (1846–1903), Österreich
Schuch, Werner (1843–1918), Deutschland
Schüchlin, Hans (1440–1502), Deutschland, Frührenaissance
Schult, Frank (* 1948), Deutschland
Schulte, Wolfgang (1911–1936)
Schulte im Hofe, Rudolf (1865–1928)
Schulten, Ton  (* 1938), Niederlande
Schultheß, Karl Johann Jakob (1775–1855), Schweiz
Schultz, Daniel (um 1615–1683), Deutschland, Barock
Schultz, Johann Karl (1801–1873), Deutschland
Schultz-Liebisch, Paul (1905–1996), Deutschland
Schultz-Walbaum, Theodor (1892–1977)
Schultze, Bernard (1915–2005), Deutschland, Informel
Schulz, Benno (1935–2005), Deutschland
Schulz, Fritz W. (1884–1962), Deutschland
Schulz, Josef (1893–1973)
Schulz-Matan, Walter (1889–1965)
Schulze, Alfred Otto Wolfgang (1913–1951), siehe: Wols
Schulze, Fritz (1903–1942)
Schulze-Knabe, Eva (1907–1976)
Schulze-Sölde, Max (1887–1967)
Schulzke, Kurt (1950–2017), Deutschland, Pop-Art (KUSCH)
Schumacher, Emil (1912–1999), Deutschland, Informel
Schumacher-Salig, Ernst (1905–1963)
Schuppen, Jacob van (1670–1751)
Schuster, Martin (1875–1953), Österreich
Schut, Cornelis (1597–1655)
Schütz, Christian Georg, der Ältere (1718–1791), Deutschland
Schütz, Christian Georg, der Jüngere (1803–1821), Deutschland
Schütz, Christian Georg, der Vetter (1758–1823), Deutschland
Schütz, Franz (1751–1781), Deutschland
Schütz, Heinrich Joseph (1760–1822), Deutschland
Schütz, Johann Georg (1755–1813), Deutschland
Schütz, Philippine (1767–1797), Deutschland
Schütz Minorovics, Nora (* 1934), Rumänien
Schütze, Kurt (1902–1971)
Schwarz, Helmut (1891–1961), Deutschland
Schwarz157, Kay (* 1976), Deutschland
Schweikart, Karl Gottlieb (1772–1855), Österreich
Schwemminger, Heinrich (1803–1884), Österreich
Schwemminger, Josef (1804–1895), Österreich
Schweri, Peter (1939–2016), Schweiz
Schwerin, Ludwig (1897–1983), Deutschland
Schwerin, Ron (* 1940)
Schwering, Bernd (1945–2019), Deutschland
Schwesig, Karl (1898–1955), Deutschland
Schwichtenberg, Martel (1896–1945), Deutschland
Schwimmer, Max (1895–1960), Deutschland, Expressionismus
Schwind, Moritz von (1804–1871), Österreich, Romantik
Schwinge, Friedrich (1852–1913), Deutschland
Schwippert, Kurt (1903–1983), Deutschland
Schwitters, Kurt (1887–1948), Deutschland, Dadaismus
Schwontkowski, Norbert (1949–2013), Deutschland

## Sci… bis Sh…
Scialoja, Toti (1914–1998), Italien
Scilla, Agostino (1629–1700), Italien
Scipione (Maler) (1904–1933), Italien
Scorel, Jan van (1495–1562), Niederlande
Scott, Patrick (1921–2014), Irland
Scott, William, schottischer Maler (1913–1989)
Scott, William Edouard (1884–1964)
Scully, Sean (* 1945)
Scultori, Giovanni Battista (1503–1575), Italien
Sebree, Charles (1914–1985)
Seckendorff, Götz von (1889–1914)
Sedlacek, Franz (* 1891; vermisst seit 1945), Österreich
Seehaus, Paul Adolf (1891–1919), Deutschland
Seekatz, Georg Christian (1722–1788)
Seekatz, Georg Friedrich Christian (1683–1750)
Seekatz, Johann Conrad (1719–1768)
Seekatz, Johann Ludwig (1711–1783)
Seekatz, Johann Martin (1680–1729)
Seemann, R. Max (1838–1907)
Seel, Adolf (1829–1907), Deutschland
Seele, Johann Baptist (1774–1814), Deutschland
Seelmann, August Otto (1827–1909), Deutschland
Seelos, Gottfried (1829–1900)
Seewald, Richard (1889–1976)
Segal, Arthur (1875–1944)
Segall, Lasar (1891–1957)
Segantini, Giovanni (1858–1899)
Seghers, Daniel (1590–1661)
Seghers, Gerard (1591–1651)
Segonzac, André Dunoyer de (1884–1974)
Seibertz, Engelbert (1813–1905)
Seidl, Karl (1921–1978)
Seisenegger, Jakob (1505–1567)
Seitz, Alexander Maximilian (1811–1888)
Seitz, Anton (1829–1900)
Seitz, Johann Georg (1810–1870)
Seitz, Otto (1846–1912)
Seitz, Rudolf (von) (1842–1910)
Seiwert, Franz Wilhelm (1894–1933)
Sekinger, Ulrich J., (* 1944)
Seligman, Lincoln, (* 1950)
Seligmann, Adalbert (1862–1945), Österreich
Sell, Christian (1831–1883), auch Christian Sell der Ältere
Sell, Christian (1854–1925), auch Christian Sell der Jüngere
Sellaio, Jacopo del (um 1442–1493), Italien
Sellény, Joseph (1824–1875)
Sellitto, Carlo (1581–1614), Italien
Sempere, Eusebio (1923–1985), Spanien
Sennels, Carl Johan (* 1981), Dänemark
Serebrjakowa, Sinaida Jewgenjewna  (1884–1967), Russland/Frankreich
Serenario, Gaspare (1694/1707–1759), Italien
Serow, Walentin Alexandrowitsch (1865–1911), Russland
Serpan, Jaroslaw (1922–1976)
Serra, Monica
Serra, Paolo (* 1946)
Sérusier, Paul (1864–1927)
Sesshū Tōyō (1420–1506), Japan
Sesto, Cesare da (1477–1523), Italien
Settegast, Joseph (1813–1890), Deutschland
Seupel, Johann Adam (1662–1717)
Seupel, Johann Friedrich (nachweisbar zwischen 1780 und 1795)
Seurat, Georges (1859–1891)
Severini, Gino (1883–1966)
Severn, Joseph (1793–1879)
Seveso, Pompilio (1877–1949), Italien
Seydelmann, Jakob Crescenz (1750–1829)
Seyler, Georg (1915–1998)
Seyler, Julius (1873–1955)
Shahbazi, Shirana (* 1974), Iran
Shannon, James Jebusa (1862–1923), USA
Shaw, Raqib (* 1974)
Shellenberger, Stephen (* 1957), Kanada
Shemesh, Lorraine (* 1949)
Shen Quan (1682–1762), China
Sher-Gil, Amrita (1913–1941), Indien/Ungarn
Sherrod, Philip (* 1935)
Shi Tao (1641–1707), China
Shiba Kōkan (1747–1818), Japan
Shields, Alan (1944–2005), USA
Shikler, Aaron (1922–2015), USA
Shinn, Everett (1876–1953), USA
Shōkadō Shōjō (1582–1639), Japan

## Si… bis Sn…
Siebelist, Arthur (1870–1945), Deutschland
Siebenhaar, Michael Adolf (1691–1751)
Siebertz, Paul (1915–1997), Deutschland
Siegen, Ludwig von (1609–1680), Deutschland
Sieger, Fred (1902–1999)
Siegert, August (1820–1883), Deutschland
Siemens, Wolfgang (1945–2016), Deutschland
Siemiradzki, Henryk (1843–1902), Polen
Siepmann, Heinrich (1904–2002), Deutschland, Konstruktivismus
Sierhus, Jan (* 1928)
Siewert, Clara (1862–1945), Deutschland
Sigalevitch, Lev (1921–2004) Russland/Deutschland
Signac, Paul (1863–1935), Frankreich
Signorelli, Luca (1441–1523), Italien
Sigriste, Guido (1864–1915), Schweiz
Silva, Estêvão (1845–1891), Brasilien
Silveira, Regina (* 1939), Brasilien
Silvestre, Israël (1621–1691), Frankreich
Silvestre, Louis de (1675–1760), Frankreich
Šíma, Josef, (1891–1971)
Simanowitz, Ludovike (1759–1827), Deutschland
Simi, Filadelfo (1849–1923)
Simon, Lucien (1861–1945), Frankreich
Simonyi, Emö (* 1943), Ungarn
Sinding, Otto (1842–1909), Norwegen
Sing, Johann Kaspar (1651–1729)
Singer, Albert (1869–1922), Deutschland
Singier, Gustave (1909–1984), Belgien
Sinwel, Wolfgang (* 1954), Österreich
Sirani, Elisabetta (1638–1665), Italien
Sirani, Giovanni Andrea (1610–1670), Italien
Șirato, Francisc (1877–1953), Rumänien
Sironi, Mario (1885–1961), Italien
Sisley, Alfred (1839–1899), Frankreich
Sitte, Willi (1921–2013), Deutschland
Sittow, Michel, Estland
Skade, Fritz (1898–1971), Deutschland
Skarbina, Franz (1849–1910), Deutschland
Skovgaard, Joakim Frederik (1856–1933), Dänemark
Skovgaard, Peter Christian (1817–1875), Dänemark
Slabbaert, Karel (1619–1654), Niederlande
Slama, Victor Theodor (1890–1973), Österreich
Slavíček, Antonín (1870–1910)
Slavona, Maria (1865–1931), Deutschland
Slevogt, Max (1868–1932), Deutschland
Sloan, John (1871–1951), USA
Slobodkina, Esphyr (1908–2002), Russland/USA
Słodki, Marcel (1892–1943/1944), Polen
Slominski, Andreas (* 1959), Deutschland
Smeets, Richard (* 1955), Niederlande
Smet, Cornelis, oder Cornelio Ferraro (nachgewiesen ab 1574; † 1591), Italien (Neapel)
Smith, Frank Ellis (* 1935), USA
Smulders, Paul (* 1962)
Snayers, Pieter (1592–um 1667), Flandern
Snowden, Sylvia (* 1942)

## So… bis Sp…
Sō Shiseki (1712–1786), Japan
Sodoma (1477–1549), Italien
Soendergaard, Jens Andersen (1895–1957)
Soest, Conrad von (um 1370–nach 1422)
Soffici, Ardengo (1879–1964), Italien
Soggi, Niccolò (1480–1552), Italien
Sograf, Dimitar (1796–1860), Bulgarien
Sograf, Sachari (um 1810–1853), Bulgarien
Sohl, Will (1906–1969)
Sohlberg, Harald Oskar (1869–1935), Norwegen
Sohn, August Wilhelm (1829–1899), Deutschland
Sohn, Karl Ferdinand (1805–1867), Deutschland
Sohn, Karl Rudolf (1845–1908), Deutschland
Sohn Paul Eduard Richard (1834–1912), Deutschland
Sohn-Rethel, Alfred (1875–1958), Deutschland
Sohn-Rethel, Else (1853–1933), Deutschland
Sohn-Rethel, Karli (1882–1966), Deutschland
Sohn-Rethel, Otto (1877–1949), Deutschland
Sojka, Trude (1909–2007), Deutschland
Solar, Xul (1887–1963), Argentinien
Solari, Andrea (1460–1524), Italien
Soldan-Brofeldt, Venny (1863–1945), Finnland
Sole, Giovanni Gioseffo dal (1654–1719), Italien
Solimena, Francesco (1657–1747), Italien
Soltau, Annegret (* 1946), Deutschland
Soltau, Hermann Wilhelm (1812–1861), Deutschland
Solymosi-Thurzo, Vera (1925–2016), Ungarn
Sommer, William (1867–1949), USA
Sommerhoff, Angela (* 1970), Deutschland
Sonderland, Johann Baptist (1805–1878), Deutschland
Sonnenschein, Valentin (1749–1828)
Sonntag, Alexandra (* 1969), Deutschland
Sorel, Gustaaf (1905–1981)
Sørensen, Carl Frederik (1818–1879), Dänemark
Sorge, Peter (1937–2000), Deutschland
Sorgh, Hendrik Martensz. (1611–1670), Niederlande
Sorolla, Joaquín (1863–1923), Spanien
Sorri, Pietro (1556–1622), Italien
Soschenko, Iwan (1807–1876)
Sosnowska, Monika (* 1972), Polen
Soto, Jesús Rafael (1923–2005), Frankreich
Soulages, Pierre (1919–2022), Frankreich
Soutine, Chaim (1893–1943)
Soutman, Pieter Claesz. (1590–1657), Niederlande
Sowerby, James (1757–1822), Großbritannien
Sozzi, Francesco (1732–1795), Sizilien
Sozzi, Olivio (1690–1765), Sizilien
Spangenberg, Gustav (1828–1891), Deutschland
Spangenberg, Herbert (1907–1984), Deutschland
Spangenberg, Louis (1824–1893), Deutschland
Spazzapan, Luigi (1889–1958), Italien
Speckter, Erwin (1806–1835), Deutschland
Speckter, Hans (1848–1888), Deutschland
Speckter, Otto (1807–1871), Deutschland
Speer, Martin (1702–1765)
Speme, Dietisalvi di (belegt 1250–1291), Italien
Spencer, Niles (1893–1952)
Spencer, Sir Stanley (1891–1959), Großbritannien
Sperling, Walter (1897–1975), Deutschland
Spiegel, Hans (1893–1966)
Spiegler, Franz Joseph (1691–1757), Deutschland
Spiess, Walter (1896–1947)
Špillar, Karel (1871–1939), Tschechien
Špillar, Jaroslav (1869–1917), Tschechien
Spiller, David (* 1942), Großbritannien
Spiro, Eugene (1874–1972), USA
Spitzweg, Carl (1808–1885), Deutschland
Spohn, Rudolf (1905–1975)
Spranger, Bartholomäus (1546–1611), Flandern/Böhmen
Sprinchron, Carl (1887–1971)
Springborn, Hermann (1905–1964), Deutschland
Springer, Ferdinand (1907–1998), Deutschland
Springer, Gerda (1880–1960)
Spyropoulos, Jannis (1912–1990), Griechenland

## Sta… bis Sti…
Staeger, Ferdinand (1880–1976), Deutschland
Stahl, Friedrich (1863 München – 1940 Rom)
Stahl, Ruth (* 1928), Deutschland
Staiger, Paul (* 1941), USA
Stalbemt, Adriaen van (1580–1662), Niederlande
Stalpaert, Pieter (1572–1636), Niederlande
Stanfield, Clarkson (1793–1867), Großbritannien
Stanley, Robert (1932–1997), USA
Stanzione, Massimo (um 1590–1656), Italien (Neapel)
Stapf, Bonaventura (1665–1747)
Stärk, Bruno (1894–1979)
Starke, Ottomar (1886–1962)
Starnina, Gherardo (um 1360–1413), Italien
Stattler, Wojciech (1800–1875), Polen
Stauder, Jacob Carl (1694–1756), Österreich
Staudt, Klaus (* 1932), Deutschland
Stauffer-Bern, Karl (1857–1891), Schweiz
Steen, Jan (1626–1679), Niederlande
Steenwyck der Ältere, Hendrick van (1550–1603), Niederlande
Steenwyck der Jüngere, Hendrick van (1580–1649), Niederlande
Ştefănescu, George (1914–2007), Rumänien
Stefano, Francesco di, genannt Pesellino (um 1422–1457), Italien
Steffan, Johann Gottfried (1815–1905), Schweiz
Steffeck, Carl (1818–1890), Deutschland
Stegemann, Heinrich (1888–1945), Deutschland
Stehr, Hermann (1937–1993), Deutschland
Stein, Heinrich (1850–1913), Deutschland
Stein, Otto Theodor Wolfgang (1877–1958)
Steinacker, Ernst (1919–2008), Deutschland
Steinbacher, Volker (* 1957), Deutschland
Steinbrenner, Theophil (1946–2018), Deutschland
Steiner, Emanuel (1778–1831), Schweiz
Steiner, Hans (vor 1550–1610)
Steiner, Heinrich (1911–2009), Deutschland
Steiner-Prag, Hugo (1880–1945)
Steinert, Hannes (* 1954), Deutschland
Steinert, Martin (1902–1960)
Steinfeld, Franz (1787–1868), Österreich
Steinfurth, Hermann (1823–1880), Deutschland
Steinhardt, Karl Friedrich (1844–1894), Deutschland
Steinhardt, Jakob (1887–1968)
Steinhart, Anton (1889–1964), Österreich
Steinhausen, Wilhelm (1846–1924), Deutschland
Steinicke, Frode (* 1953)
Steinkopf, Gottlob Friedrich (1779–1861), Deutschland
Steinle, Eduard von (1810–1886), Österreich
Stella, Frank (1936–2024), USA
Stella, Joseph (1877–1946), USA
Stelzmann, Volker (* 1940), Deutschland
Stemmler, Gertrud (1889–?)
Stemmler, Hermann (?–1918)
Stendl, Ion (* 1939)
Stengel, Gerhard (1915–2001), Deutschland
Stenner, Hermann (1891–1914), Deutschland
Stenrat, Johannes (1410/15–1484)
Stepanowa, Warwara (1894–1958), Russland
Sterenberg, David (1881–1948)
Stern, Ernst (1876–1954)
Stern, Jonasz (1904–1988)
Sterne, Maurice (1878–1957), USA
Sternmut, Norbert (* 1958)
Steuben, Carl von (1788–1856)
Steuerwaldt, Wilhelm (1815–1871)
Stevens, Alfred (1823–1906), Belgien
Stever, Gustav (1823–1877), Deutschland
Stiefel, Eduard (1875–1967), Schweiz
Stieler, Joseph Karl (1781–1858), Deutschland
Stifter, Adalbert (1805–1868), Österreich
Stilke, Hermann (1803–1860), Deutschland
Still, Clyfford (1904–1980), USA
Stiller, Alfred (1883–1954)
Stimmer, Thobias (1539–1584), Schweiz
Stimpfl, August (1924–2010) Österreich

## Sto… bis Stu…
Stock, Dora (1759–1832)
Stock, Franz (* 1896)
Stock, Pieter van der (1593 bis um 1660), Niederlande
Stocker, Jörg (um 1461–nach 1527)
Stockfleth, Julius (1857–1935), Deutschland
Stöckler, Emanuel (1819–1893), Österreich
Stockmann, Herbert (1913–1947)
Stoecklin, Niklaus (1896–1982), Schweiz
Stöer, Lorenz (16. Jahrhundert), Deutschland
Stoermer, Curt (1891–1976), Deutschland
Stöhrer, Walter (1937–2000), Deutschland
Stolz, Albert (Bozen 1875–1947 ebenda)
Stolz, Rudolf (Bozen 1874–1960 Sexten)
Storkholm, Tommy (1925–2000)
Storm, Paul (1880–1951), Deutschland
Storrs, John (1885–1956), USA
Stort, Eva (1855–1936), Deutschland
Straet, Jan van der auch: Giovanni Stradani (1523–1605), Flandern/Italien
Stransky, Ferdinand (1904–1981), Österreich
Straube, William (1871–1954)
Strauch, Dieter (DIRI) (* 1940), Deutschland
Strecker, Paul (1900–1950), Deutschland
Strecker, Sigmund (1914–1969), Deutschland
Strelnikow, Wladimir (* 1939), Ukraine
Strempel, Horst (1904–1975), Deutschland
Strickner, Johann Michael (1720–1759)
Strickner, Joseph Leopold (1744–1826)
Strieffler, Heinrich (1872–1949)
Strigel, Bernhard (1465–1528)
Strigel der Ältere, Hans († 1462)
Strigel der Jüngere, Hans († 1479)
Strigl, Hans (1897–1956)
Strobel, Bartholomäus (1591–nach 1648)
Strozzi, Bernardo (1581–1644)
Strübin, Robert (1897–1965), Schweiz
Struck, Paul (* 1928), Deutschland, Surrealist
Strudel, Peter (1660–1714)
Struys, Alexander (1852–1941), Belgien
Stuart, Gilbert (1755–1828), USA
Stubbs, George (1724–1806), Großbritannien
Stuber, Nikolaus Gottfried (1688–1749)
Stübner, Hans (1900–1973), Deutschland
Stuck, Franz von (1863–1928), Deutschland
Stückelberg, Ernst (1831–1903), Schweiz
Stuckenberg, Fritz (1881–1944), Deutschland
Studer, Bernhard (Maler) (1832–1868), Schweiz
Stuhlmann Heinrich (1803–1886), Deutschland
Stumpp, Emil (1886–1941), Deutschland
Stupica, Gabrijel (1913–1990)
Sturm, Alfred (1911 Breslau/Polen- ? Düsseldorf)
Sturm, Helmut (1932–2008), Deutschland
Sturtzkopf, Franz (1852–1927)
Stürzinger, Christophe (* 1965), Schweiz
Styrsky, Jindrich (1899–1942)

## Su… bis Sz…
Su Shi (1037–1101), China
Subercaseaux Errázuriz, Pedro (1880–1956), Chile
Subercaseaux Vicuña, Ramón (1854–1937), Chile
Subleyras, Pierre (1699–1749), Frankreich
Suchodolski, January (1797–1875), Polen
Suchodolski, Siegmund von (1875–1935), Deutschland
Suchodolski, Zdzisław (1835–1908), Polen/Deutschland
Sugai, Kumi (1919–1996), Japan
Suhrlandt, Johann Heinrich (1742–1827), Deutschland
Suhrlandt, Rudolf (1781–1862), Deutschland
Suij, Pauline (1863–1949), Niederlande
Sully, Thomas (1783–1872), USA
Sultan, Donald (* 1951)
Sultz, Philip
Suppa, Andrea (1628–1671), Italien
Süs, Gustav (1823–1881), Deutschland
Šuštaršič, Marko (1927–1976)
Sutherland, Graham Vivian (1903–1980), Großbritannien
Suttermans, Justus (Joost Susterman) (1597–1681)
Suvée, Joseph-Benoît (1743–1807), Flandern/Frankreich
Švabinský, Max (1873–1962)
Svanberg, Max Walter (1912–1994)
Svensson, Kàri (* 1954)
Sviatchenko, Sergei (* 1952), Ukraine
Swanenburgh, Jacob Isaacsz. van (1571–1638), Niederlande
Swanevelt, Herman (1600–1655), Niederlande
Swartz, Johan David (1678–1729), Schweden
Swedenborg, Lars (* 1970), Schweden
Sweerts, Michiel (1618–1664), Flandern
Swerts, Jan (1820–1879), Belgien
Swetschnikow, Dmitri Dmitrijewitsch (* 1957)
Swoboda, Eduard (1814–1902), Österreich
Swoboda, Josefine (1861–1924), Österreich
Swoboda, Rudolf der Ältere, (1819–1859), Österreich
Swoboda, Rudolf der Jüngere (1859–1914), Österreich
Sylvester, Leif (* 1940)
Szafran, Sam (1934–2019), Frankreich
Szczesny, Stefan (* 1951)
Szczuka, Mieczysław (1898–1927), Polen
Székely, Bertalan (1835–1910), Ungarn
Szenès, Arpad (1897–1985), ungarisch-französischer Maler
Szepansky, Wolfgang (1910–2008), Deutschland
Szerbakow, Feodor (1911–2009), Deutschland
Szymczak, Joachim (* 1952)
Szyszkowitz, Rudolf (1905–1976), Österreich